# Fromelles (Pheasant Wood) Military Cemetery

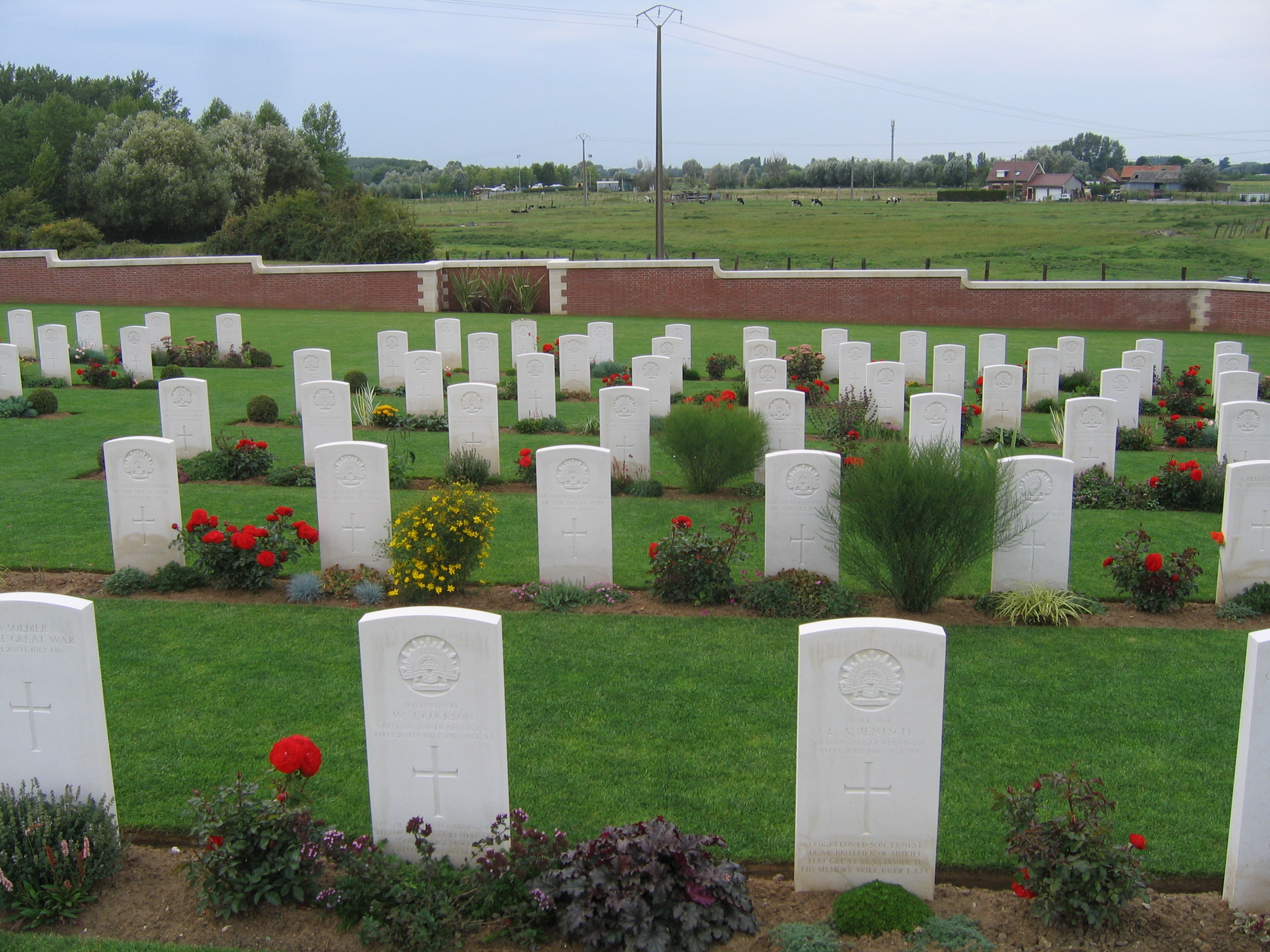
Gräber auf dem Fromelles (Pheasant Wood) Military Cemetery

Der Fromelles (Pheasant Wood) Military Cemetery im französischen Fromelles ist der erste nach einer Pause von 50 Jahren im Jahr 2009 von der Commonwealth War Graves Commission angelegte Soldatenfriedhof.
Der Friedhof liegt auf einer natürlichen kleinen Anhöhe, wodurch sein Kreuz auch vom V.C. Corner Australian Cemetery and Memorial zu sehen ist. Auf dem Friedhof am Ortsrand wurden 250 in der Schlacht von Fromelles am 19. und 20. Juli 1916 gefallene Soldaten beigesetzt. Untersuchungen der Glasgow University Archaeological Research Division hatten Hinweise auf ein Massengrab am Rande des Bois Faisan (dt. Fasanenwald; engl. Pheasant Wood) 2008 bestätigt. Das Grab wurde von Archäologen der Universität Oxford zwischen Mai und September 2009 ausgegraben und der Friedhof etwa 120 Meter davon entfernt angelegt. 
Zwischen Januar 2010 und April 2014 tagte jährlich ein Datenanalyseteam, um die vom Joint Australian and United Kingdom Identification Board geprüften Soldaten zu identifizieren. Dabei wurden insgesamt 144 australische Soldaten identifiziert, weitere 75 als Soldaten der Australian Imperial Force (AIF) und zwei Soldaten als Angehörige der britischen Armee. Die Identität von 29 Soldaten war noch unbekannt.
Der Friedhof wurde formell am 19. Juli 2010, dem 94. Jahrestag der Schlacht von Fromelles, eröffnet.

## UNESCO-Weltkulturerbe
Als Grab- und Gedenkstätte des Ersten Weltkriegs gehört der „Fromelles (Pheasant Wood) Military Cemetery“ seit 2023 zum UNESCO-Welterbe in Frankreich.